# Bijogo (langue)
Pour les articles homonymes, voir Bijago.
Le bijogo ou bijago est une langue parlée dans l'archipel des Bijagos en Guinée-Bissau,.

## Dialectologie
Guillaume Segerer distingue quatre dialectes pour le bijogo :
- le kagbaaga, parlé sur Bubaque, Rubane (en) et Soga (ceb) ;
- le kajoko, parlé sur Orango, Orangozinho, Uno (en), Uracane (en), Unhocomo (en) ;
- l’anhaqui, parlé sur Canhabaque ;
- le kamona, parlé sur Caravela, Carache, Maio (ceb).

D’autres dialectes parlés sur Formosa et Galinhas (en) sont supposés exister mais n’ont pas été suffisamment documentés.
À l’exception du kamona, les plupart des dialectes sont mutuellement intelligibles. L’exception pour kamona provient de l’isolement de ce dialecte, parlé sur les îles du Nord, sans beaucoup de contact avec les autres îles. La différence porte essentiellement au niveau du vocabulaire.
À l’intérieur d’un même dialecte, des variations locales, propres à chaque île sont également présentes.

## Particularité
Le dialecte kajoko est l’un des rares au monde à utiliser une consonne linguo-labiale, la consonne occlusive linguo-labiale sonore [d̼], dans son système sonore de base.

## Famille de langues
En 1971, J. David Sapir (en) classe le bijogo comme un isolat au sein de la famille atlantique.
Cependant, Guillaume Segerer montre que cela est principalement dû à des changements sonores non reconnus, et que le bijago est en fait proche des langues bak. Par exemple, les cognats suivants en bijago et jola-kasa (une langue bak) sont tout à fait réguliers, mais n’avaient pas été identifiés auparavant.
| Glose | Bijogo | Jola-kasa |
| ----- | ------ | --------- |
| tête  | bu     | fu-kow    |
| œil   | nɛ     | ji-cil    |

## Écriture
Quelques ouvrages ont été publiés en bijogo des îles d’Uno et Orango : un Nouveau Testament et un recueil de textes de l’Ancien Testament publiés en 1976 et un catéchisme publié en 1982.
Luigi Scantamburlo utilise utilise une orthographe basée sur l’orthographe du portugais et l’orthographe du créole de Guinée-Bissau.
Guillaum Segerer utilise une orthographe phonémique dans ses descriptions du bijogo.

## Phonologie
Les tableaux présentent les consonnes et les voyelles du bijogo.

### Voyelles
|            | Antérieure | Postérieure |
| ---------- | ---------- | ----------- |
| Fermée     | i [i]      | u [u]       |
| Mi-fermée  | e [e]      | o [o]       |
| Mi-ouverte | ɛ [ɛ]      | ɔ [ɔ]       |
| Ouverte    | a [a]      |             |

### Consonnes
|           | Labiales | Dentales | Rétrofl. | Palatales | Vélaires | Lab-vél. |
| --------- | -------- | -------- | -------- | --------- | -------- | -------- |
| Sourde    | p [p]    | t [t]    | ʈ [ʈ]    | s [s]     | k [k]    | kp [kp]  |
| Sonores   | b [b]    | d [d]    |          | j [j]     | ɡ [ɡ]    | ɡb [ɡb]  |
| Nasales   | m [m]    | n [n]    |          | ɲ [ɲ]     | ŋ [ŋ]    |          |
| Spirantes |          | r [r]    |          | y [y]     |          | w [w]    |

Les parlers de Canhabaque et d’Orango-Uni utilisent aussi la consonne occlusive apico-labiale voisée (occlusion faite entre la pointe de la langue et la lèvre supérieure, parfois notée ‹ bd ›) ou les parlers d’Orango-Uni et Caravela utilisent la consonne fricative bilabiale voisée [β].

## Lexique
Noms bijogos des plantes et des animaux selon Guillaume Segerer:
- (kr) = kriol (créole de Guinée-Bissau)

### Arbres
| français                                               | bijogo (sg. / pl.)              |
| ------------------------------------------------------ | ------------------------------- |
| Acacia albida                                          | emudu / kumudu, kamudu / ŋamudu |
| Acacia sp.                                             | kajauti / ŋajauti               |
| Alchornea cordifolia                                   | ɛsumbe / kusumbe                |
| Alstonia congensis                                     | kɛnsum / ŋaɛnsum                |
| Anisophilea laurinea                                   | nodokoɲ / ndokoɲ                |
| Annona senegalensis ?                                  | ɛbɔnjɔ / kɔbɔnjɔ                |
| Anthostema senegalense                                 | ŋobede / mbede (= kabede ?)     |
| Antiaris africana                                      | kaʈupa / ŋaʈupa                 |
| baobab, Adansonia digitata                             | uato / ŋaato                    |
| cajou, Anacardium occidentale ; pomme-cajou            | kaaji / ŋaaji                   |
| Cassia occidentalis ?                                  | nasaanɔk / nsaanɔk              |
| citronnier, citron                                     | ninjam / ɲinjam, ɛnjam / kɔnjam |
| Cnestis ferruginea ?, Cnestis corniculata ?            | nɔrɔgɔ / nrɔgɔ                  |
| Dialium guineense                                      | ɛpado / kɔpado                  |
| Drepanocarpus lunatus ?                                | kakeben / ŋakeben               |
| Fagara xanthoxyloides                                  | ɛraaɲa / kɔraaɲa                |
| ficus étrangleur ?                                     | ɛpɛnjɛ / kɔpɛnjɛ                |
| fromager, Ceiba pentandra                              | kɔkpɛɲ / ŋakpɛɲ                 |
| Garcinia polyantha ?                                   | uʈokodo / ŋaʈokodo              |
| Hibiscus tiliaceus ?                                   | ɛpayinʈa / kɔpayinʈa            |
| Jatropha curcas ?                                      | kunseeru / ŋanseeru             |
| Landolphia heudelotii                                  | eyindɔni / kuyindɔni            |
| Landolphia sp.                                         | ɛatano / kɔatano                |
| légumineuse sp.                                        | ɛsankadakɔ / kɔsankadakɔ        |
| Lonchocarpus sericeus                                  | kapantanka / ŋapantanka         |
| manglier, Avicennia africana                           | uba / ŋaba                      |
| manguier, mangue                                       | mango / kɔmango (kr)            |
| mimosa pourpre, Parkia biglobosa, Albizia ferruginea ? | uɲandɔ / ŋaɲandɔ                |
| Ocimum gratissimum ?                                   | koona / ŋaona                   |
| palétuvier sp.                                         | nɛʈikiʈiki / nʈikiʈiki          |
| palétuvier, Rhizophora sp.                             | kɔdɛga / ŋadɛga                 |
| palmier à huile, Elaeis guineensis                     | eara / uara ~ kɔara             |
| papayer, Carica papaya                                 | mantɛga / komantɛga (kr?)       |
| Parinari macrophylla                                   | urɔdɔ / ŋarɔdɔ                  |
| Phoenix reclinata                                      | ɛpɔnrɔ / kɔpɔnrɔ                |
| Piliostigma reticulatum ?                              | ɛpanʈambo / kɔpanʈambo          |
| Pterocarpus erinaceus                                  | kunikan / ŋanikan               |
| Spondias mombin                                        | ugaw / ŋagaw                    |
| Vitex doniana ?                                        | udumbu / ŋadumbu                |

### Oiseaux
| français                                            | bijogo (sg. / pl.)                  |
| --------------------------------------------------- | ----------------------------------- |
| aigle pêcheur, Haliaeetus vocifer                   | eagogo / koagogo                    |
| aigrette dimorphe                                   | kakpara kaʈikɔ / ŋakpara ŋaʈikɔ     |
| aigrette garzette                                   | kakpara / ŋakpara                   |
| amarante commun, Lagonosticta senegala              | nɔʈɔj / nʈɔj                        |
| anhinga d'Afrique, Anhinga rufa ?                   | kaseepu / ŋaseepu                   |
| calao sp., Tockus fasciatus semifasciatus ?         | karaga / ŋaraga                     |
| canard sp., oie d'Egypte, Plectropterus gambensis ? | nataaka / ntaaka                    |
| chouette ?, hulotte ?                               | kakod / ŋakod                       |
| corbeau pie, Corvus albus                           | ɛpaɲa / kɔpaɲa                      |
| courlis, Numenius sp.                               | ekeke / kokeke                      |
| épervier ?                                          | janʈinʈ / kɔjanʈinʈ                 |
| faucon, milan ?                                     | napaakura / mpakura                 |
| flamand rose, Phoenicopterus ruber                  | ŋuranka / muranka                   |
| grand cormoran, Phalacrocorax carbo                 | ŋoɲae / moɲae                       |
| héron sp., cigogne ?                                | kaage / ŋaage                       |
| hibou sp.                                           | jurukuʈe / kujurukuʈe               |
| hibou sp.                                           | kurusa / ŋarusa (kr)                |
| hirondelle sp.                                      | nakpa / nkpa                        |
| hirondelle, Hirundo rustica                         | naagbere / ɲaagbere                 |
| ibis sacré, Threskiornis aethiopicus                | ŋubiido / mubiido                   |
| ibis sp., Bostrychia hagedash                       | kaak / ŋaak                         |
| pélican, Pelecanus rufescens                        | kadan / ŋadan                       |
| perroquet                                           | ɛdampakaj / kɔdampakaj              |
| pic sp.                                             | nɔkɔnkɔnki / nkɔnkɔnki              |
| pigeon vert ?                                       | nunkurunde / nkurunde               |
| pigeon vert, Treron australis ?                     | ekoronʈonʈo / kokoronʈonʈo          |
| pintade, Numida meleagris                           | sɔɔka / kɔsɔɔka (kr)                |
| sterne                                              | ɛkɔɔdɛ / kɔkɔɔdɛ, sakɔda / kɔsakɔda |
| tisserin sp.                                        | ɛja / uja                           |
| tourterelle sp.                                     | kanɛkpɔ / ŋanɛkpɔ                   |
| tourterelle sp.                                     | nunkunde / nkunde ~ ɲunkunde        |
| vautour palmiste, Gypohierax angolensis             | kabaguŋ / ŋabaguŋ                   |
| vautour sp., Gyps bengalensis                       | kankoron / ŋankoron                 |

### Poissons
| français                                                    | bijogo (sg. / pl.)                                          |
| ----------------------------------------------------------- | ----------------------------------------------------------- |
| aiguille                                                    | kabɔtɔ / ŋabɔtɔ, kansurɛ /ŋansurɛ                           |
| barracuda                                                   | beokuda / kobeokuda (kr), ebooʈi / ibooʈi                   |
| capitaine ?                                                 | ŋuntunrɔ / muntunrɔ                                         |
| carangue, Caranx hippos                                     | ɛdannɛ / kɔdannɛ                                            |
| carpe rouge, Lethrinus atlanticus ?                         | nakantan / nkantan                                          |
| daurade sp. ?                                               | niʈibaago / nʈibaago                                        |
| diodon ?                                                    | jasaka / kɔjasaka                                           |
| Ethmalosa dorsalis ?                                        | kasambanʈ / ŋasambanʈ                                       |
| Johnius elongatus                                           | kakarat / ŋakarat                                           |
| maquereau-bonite, Scomberomorus tritor (syn. Cybium tritor) | ŋaanɛ / maanɛ                                               |
| mulet                                                       | ɛrɔ / irɔ                                                   |
| pagre                                                       | ɛgantan / kɔgantan, nagantan / ngantan, ŋɔgantan / mɔgantan |
| poisson globe sp. ?                                         | ekema / kokema                                              |
| poisson-chat, mâchoiron                                     | egbere / kogbere                                            |
| poisson-scie                                                | kaɛnsum / ŋaɛnsum                                           |
| Polydactylus quadrifilis                                    | edog / kodog                                                |
| Pomadasys jubelini                                          | ɛsɛsɔk / usɛsɔk                                             |
| Rachycentron canadum ?                                      | napago / mpago                                              |
| raie guitare                                                | kasapay / ŋasapay                                           |
| raie pastenague                                             | nagbara / ngbara                                            |
| rémora                                                      | nadagumpa / ndagumpa                                        |
| requin marteau                                              | janʈanʈa / kojanʈanʈa                                       |
| requin sp.                                                  | ɛbut / kubut                                                |
| requin sp. ?                                                | tankogboŋ / kɔtankogboŋ                                     |
| requin-marteau ?                                            | nekpenu / nkpenu                                            |
| requin-tigre                                                | ŋusitakɔ / musitakɔ                                         |
| sardine sp.                                                 | kaoro / ŋaoro                                               |
| st-pierre sp. ?                                             | noʈongo / nʈongo                                            |
| tarpon                                                      | eero ~ eoro / koero                                         |
| turbot ?                                                    | kamarɔk / ŋamarɔk                                           |

## Sources
- (en) Kenneth S., Olson, D. William Reiman, Fernando Sabio et Filipe Alberto da Silva, « The voiced linguolabial plosive in Kajoko », Proceedings from the Annual Meeting of the Chicago Linguistic Society, vol. 45, no 1,‎ 2009, p. 519-530 (lire en ligne)
- (en) J. David Sapir, « West Atlantic: An inventory of the languages, their noun class systems and  consonant alternation », dans Linguistics in Sub-Saharan Africa, De Gruyter Mouton, 1971, 45–112 p. (DOI 10.1515/9783111562520-005)
- (pt) Luigi Scantamburlo, Língua bijagó da ila de Canhabaque (Bko) : Apontamentos gramaticais e dicionário bijagó-português-guineense & português-guineense-bijagó, dialectos de Canhabaque (Bko) e de Meneque-Orangozinho-Canogo (Bmoc), 2000
- Guillaume Segerer, Description de la langue bijogo (Guinée Bissau), 2000 (lire en ligne [PDF])
- Guillaume Segerer, La langue bijogo de Bubaque (Guinée Bissau), Louvain, Paris, Éditions Peeters, coll. « Afrique et langage » (no 3), 2002 (lire en ligne [PDF])
- Guillaume Segerer, « "Isolates" in "Atlantic" », dans Workshop « Language Isolates in Africa »], 3-4 décembre 2010, Lyon, 2010 (présentation en ligne)